# Villers-Chemin-et-Mont-lès-Étrelles
Pour les articles homonymes, voir Villers et Chemin (homonymie).
Villers-Chemin-et-Mont-lès-Étrelles est une commune française située dans le département de la Haute-Saône, la région culturelle et historique de Franche-Comté et la région administrative Bourgogne-Franche-Comté.

## Géographie

### Communes limitrophes
|                       | Étrelles-et-la-Montbleuse           | Frasne-le-Château   |
| Vantoux-et-Longevelle | Villers-Chemin-et-Mont-lès-Étrelles | Oiselay-et-Grachaux |
| Velleclaire           |                                     |                     |

### Climat
Pour des articles plus généraux, voir Climat de la Bourgogne-Franche-Comté et Climat de la Haute-Saône.
En 2010, le climat de la commune est de type climat des marges montargnardes, selon une étude du Centre national de la recherche scientifique s'appuyant sur une série de données couvrant la période 1971-2000. En 2020, Météo-France publie une typologie des climats de la France métropolitaine dans laquelle la commune est exposée à un climat semi-continental et est dans la région climatique  Lorraine, plateau de Langres, Morvan, caractérisée par un hiver rude (1,5 °C), des vents modérés et des brouillards fréquents en automne et hiver. 
Pour la période 1971-2000, la température annuelle moyenne est de 10,7 °C, avec une amplitude thermique annuelle de 17,7 °C. Le cumul annuel moyen de précipitations est de 1 041 mm, avec 12,4 jours de précipitations en janvier et 9,1 jours en juillet. Pour la période 1991-2020, la température moyenne annuelle observée sur la station météorologique de Météo-France la plus proche, « Bucey-lès-Gy », sur la commune de Bucey-lès-Gy à 3 km à vol d'oiseau, est de 11,6 °C et le cumul annuel moyen de précipitations est de 1 032,6 mm. 
La température maximale relevée sur cette station est de 41,5 °C, atteinte le 8 août 2003 ; la température minimale est de −23 °C, atteinte le 2 janvier 1971,,. 
Les paramètres climatiques de la commune ont été estimés pour le milieu du siècle (2041-2070) selon différents scénarios d'émission de gaz à effet de serre à partir des nouvelles projections climatiques de référence DRIAS-2020. Ils sont consultables sur un site dédié publié par Météo-France en novembre 2022.

## Urbanisme

### Typologie
Au 1er janvier 2024, Villers-Chemin-et-Mont-lès-Étrelles est catégorisée commune rurale à habitat très dispersé, selon la nouvelle grille communale de densité à sept niveaux définie par l'Insee en 2022.
Elle est située hors unité urbaine. Par ailleurs la commune fait partie de l'aire d'attraction de Besançon, dont elle est une commune de la couronne,. Cette aire, qui regroupe 310 communes, est catégorisée dans les aires de 200 000 à moins de 700 000 habitants,.

### Occupation des sols
L'occupation des sols de la commune, telle qu'elle ressort de la base de données européenne d’occupation biophysique des sols Corine Land Cover (CLC), est marquée par l'importance des territoires agricoles (84,5 % en 2018), en augmentation par rapport à 1990 (81,8 %). La répartition détaillée en 2018 est la suivante : 
terres arables (54,1 %), zones agricoles hétérogènes (20,3 %), forêts (14,1 %), prairies (10,1 %), zones urbanisées (1,5 %). L'évolution de l’occupation des sols de la commune et de ses infrastructures peut être observée sur les différentes représentations cartographiques du territoire : la carte de Cassini (XVIIIe siècle), la carte d'état-major (1820-1866) et les cartes ou photos aériennes de l'IGN pour la période actuelle (1950 à aujourd'hui).

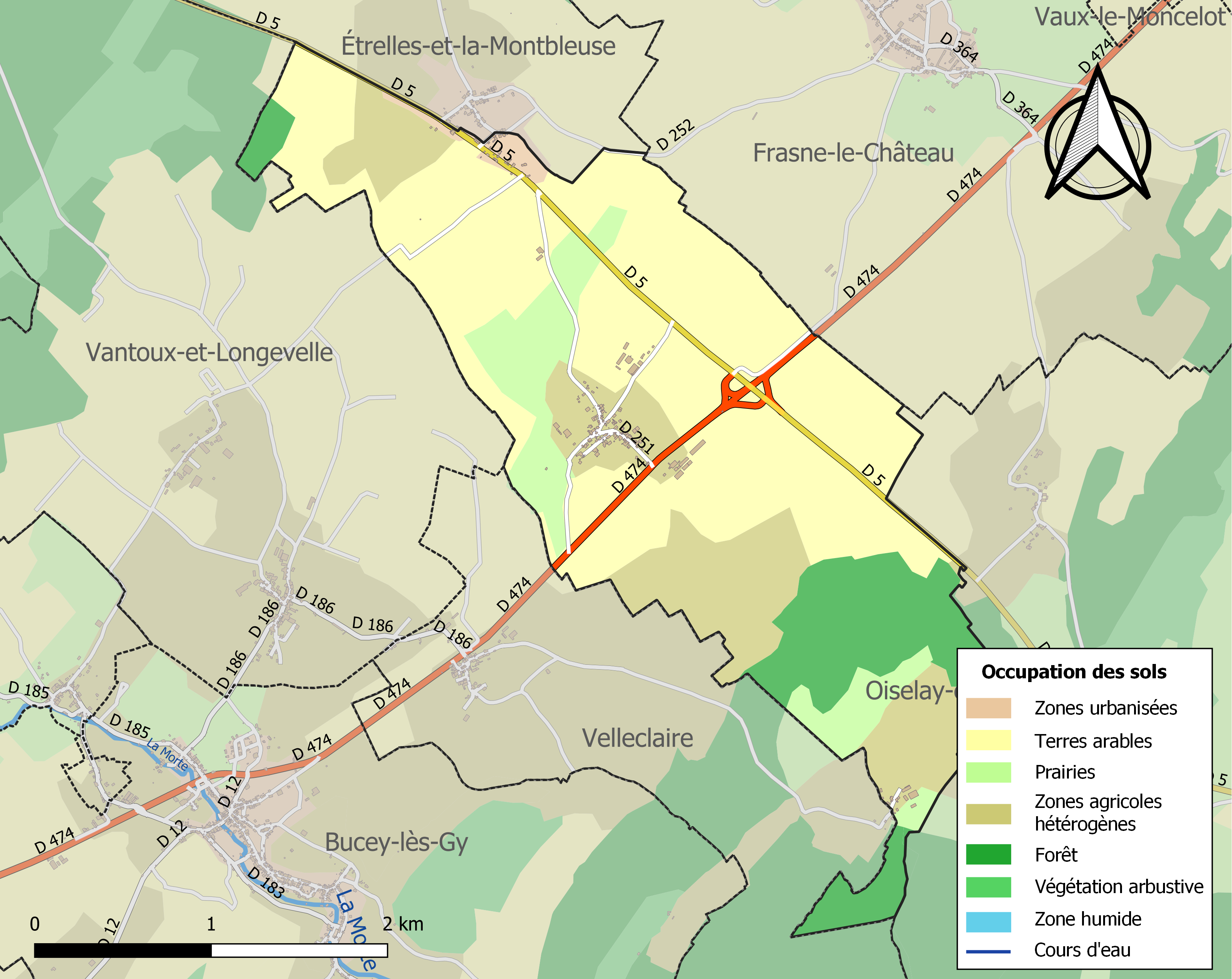
Carte des infrastructures et de l'occupation des sols de la commune en 2018 (CLC).

## Histoire
La commune est issue de la fusion, avant 1806, de Mont-lès-Etrelles avec Les Malbuissons, puis,  en 1806, avec Villers-Chemin. Elle porte alors le nom de Mont-lès-Étrelles-et-Villers-Chemin, avant d'être renommée en 1961, Villers-Chemin-et-Mont-lès-Étrelles.

## Politique et administration

Carte départementale représentant en rouge la communauté de communes des monts de Gy (dans sa composition de 2015).

### Rattachements administratifs et électoraux
La commune fait partie de l'arrondissement de Vesoul du département de la Haute-Saône,  en région Bourgogne-Franche-Comté. Pour l'élection des députés, elle dépend de la première circonscription de la Haute-Saône.
Elle faisait partie depuis 1793 du canton de Gy. Dans le cadre du redécoupage cantonal de 2014 en France, la commune est désormais intégrée au canton de Marnay.

### Intercommunalité
La commune est membre de la communauté de communes des monts de Gy, créée le 31 décembre 1999.

### Liste des maires
| Période                                  | Période                       | Identité         | Étiquette | Qualité |
| ---------------------------------------- | ----------------------------- | ---------------- | --------- | ------- |
| Les données manquantes sont à compléter. |                               |                  |           |         |
|                                          |                               | Albert Jeanrot   |           |         |
|                                          |                               | Maurice Barret   |           |         |
| Les données manquantes sont à compléter. |                               |                  |           |         |
| 1976                                     | mars 2001                     | Marcel Champon   |           |         |
| mars 2001                                | 2014                          | Brigitte Clément | UMP       |         |
| 2014                                     | En cours (au 13 juillet 2015) | Francis Billotte |           |         |

## Démographie
L'évolution du nombre d'habitants est connue à travers les recensements de la population effectués dans la commune depuis 1793. Pour les communes de moins de 10 000 habitants, une enquête de recensement portant sur toute la population est réalisée tous les cinq ans, les populations de référence des années intermédiaires étant quant à elles estimées par interpolation ou extrapolation. Pour la commune, le premier recensement exhaustif entrant dans le cadre du nouveau dispositif a été réalisé en 2007.

En 2022, la commune comptait 123 habitants, en évolution de +0,82 % par rapport à 2016 (Haute-Saône : −1,4 %, France hors Mayotte : +2,11 %).
| 1793 | 1800 | 1806 | 1821 | 1831 | 1836 | 1841 | 1846 | 1851 |
| ---- | ---- | ---- | ---- | ---- | ---- | ---- | ---- | ---- |
| 73   | 102  | 76   | 291  | 326  | 365  | 342  | 328  | 317  |

| 1856 | 1861 | 1866 | 1872 | 1876 | 1881 | 1886 | 1891 | 1896 |
| ---- | ---- | ---- | ---- | ---- | ---- | ---- | ---- | ---- |
| 273  | 245  | 243  | 256  | 270  | 277  | 238  | 246  | 239  |

| 1901 | 1906 | 1911 | 1921 | 1926 | 1931 | 1936 | 1946 | 1954 |
| ---- | ---- | ---- | ---- | ---- | ---- | ---- | ---- | ---- |
| 215  | 213  | 194  | 162  | 167  | 166  | 147  | 145  | 154  |

| 1962 | 1968 | 1975 | 1982 | 1990 | 1999 | 2006 | 2007 | 2012 |
| ---- | ---- | ---- | ---- | ---- | ---- | ---- | ---- | ---- |
| 130  | 118  | 96   | 109  | 109  | 113  | 115  | 115  | 127  |

| 2017 | 2022 | - | - | - | - | - | - | - |
| ---- | ---- | - | - | - | - | - | - | - |
| 123  | 123  | - | - | - | - | - | - | - |

## Culture locale et patrimoine

### Lieux et monuments

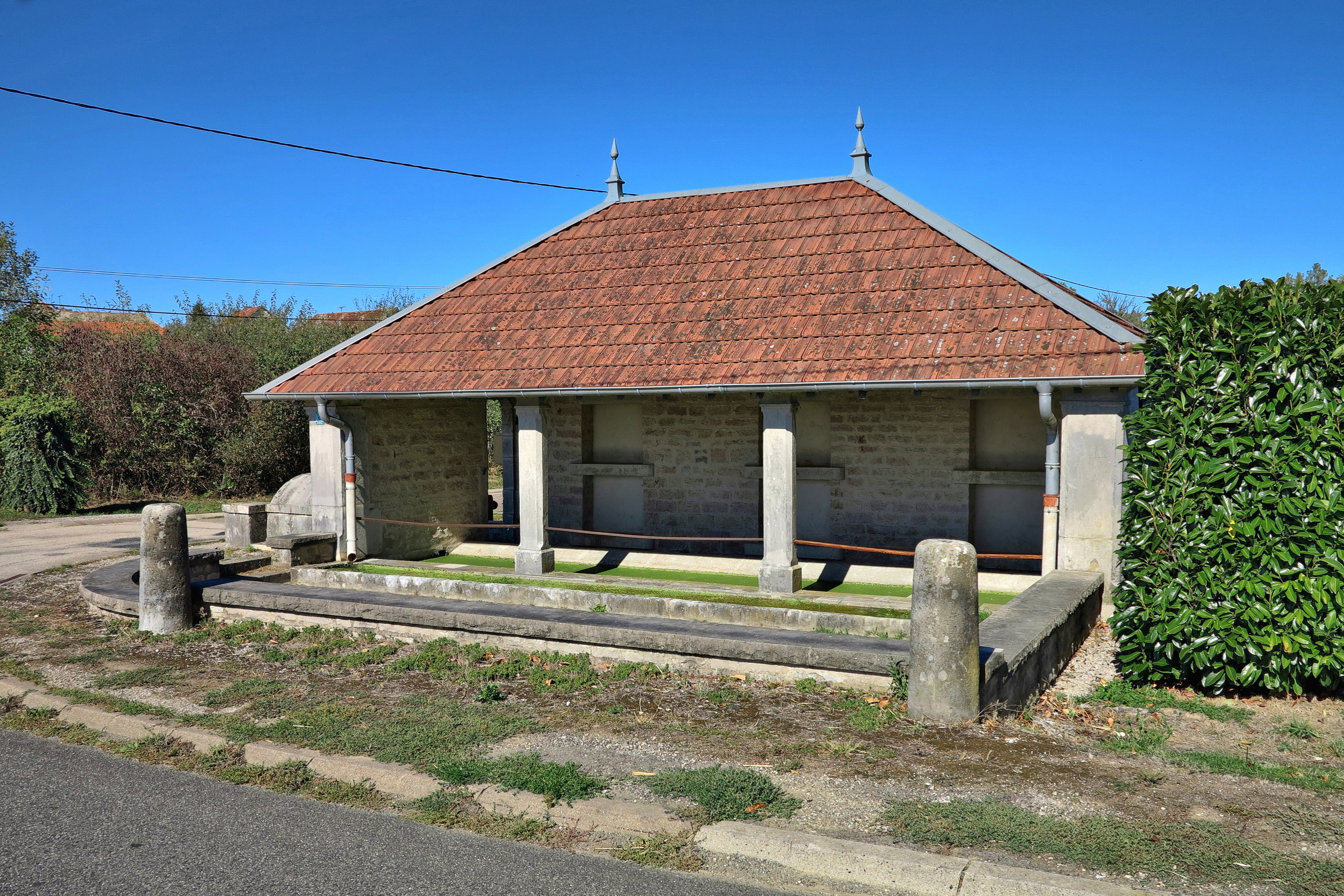
La fontaine-lavoir-abreuvoir.

- Église  paroissiale de la Nativité-de-Notre-Dame, reconstruite en 1726 et dotée d'un clocher de 1834 à toit plat avec quatre faces, classée monument historique[19], doté de deux retables et un autel, classé également.
- Fontaine-lavoir[20] (avec le toit rénové depuis quelques années)[Quand ?].
- Maison type Renaissance dotée d'une tourelle.
- Tissu rural ancien.

### Héraldique
| Blason de Villers-Chemin-et-Mont-lès-Étrelles | Blason  | Parti : au 1er de sinople à une gerbe de blé d'or liée de gueules, au 2d d'argent à trois annelets entrelacés de gueules ; au chef d’azur semé de billettes d'or, au lion issant couronné du même, armé et lampassé de gueules.                        |
| Blason de Villers-Chemin-et-Mont-lès-Étrelles | Détails | Le chef est issu du blason franc-comtois, les annelets symbolisent la fusion des trois anciennes communes : Mont-lès-Etrelles, Les Malbuissons et Villers-Chemin, et enfin le blé évoque l'agriculture. Création Jean-François Binon, adoptée en 2021. |